# St. Urban (Manhattan)
St. Urban es un edificio de apartamentos exclusivo y tradicional de la ciudad de Nueva York en el Upper West Side, ubicado entre las calles 88 y 89 y Central Park West, en el distrito histórico Upper West Side-Central Park West. La dirección principal es 285 Central Park West y la dirección secundaria es 2 West 89th Street. El anexo es el edificio de apartamentos en 279 Central Park West .Historia El edificio Beaux-Arts tiene una fachada de ladrillo silicocalcáreo, 12 pisos, un techo abuhardillado con una fachada de cobre sobre un marco de acero y una torre en la esquina noreste.

## Historia
Los costos de construcción  fueron 800,000 dólares estadounidenses, sin incluir el equipo y la propiedad. Se esperaba que los apartamentos se vendieran entre 3.000 y 4.500 personas anualmente dólares estadounidenses para alquilar. Sin embargo, dado que los precios se fijaron demasiado altos, el edificio fue embargado . El abogado Albert Forsch lo compró más tarde por 1,13 millón dólares estadounidenses y lo vendió a Barstun Realty Company en agosto de 1906, que a partir de entonces pudo alquilarlo con éxito, principalmente a empresarios y emprendedores judíos alemanes.
En 1987, fracasaron los intentos de que el edificio fuera reconocido como un hito.